# ユーカリ交通公園

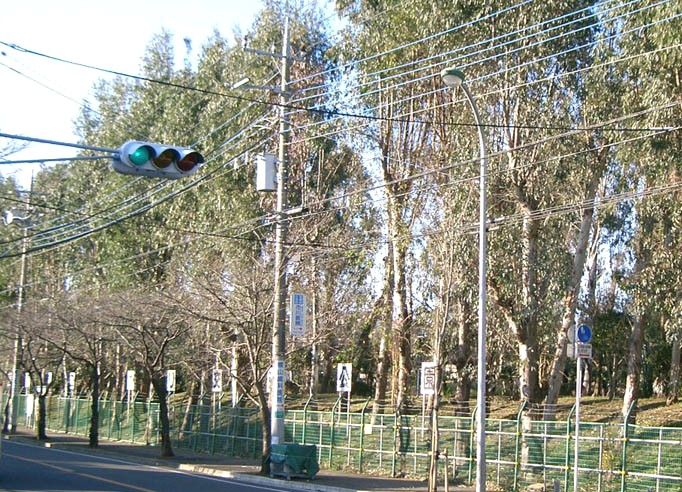
公園のユーカリ

ユーカリ交通公園（ユーカリこうつうこうえん）は、千葉県松戸市が運営する交通公園である。
公園内にある交通施設や乗り物等を利用して交通ルールを学ぶことができる。蒸気機関車やヘリコプターなどの展示もされている。

## 概要
- 公園内は、道路、交差点、信号機、道路標識、踏切などの交通施設があり、ゴーカートや自転車に乗って、楽しみながら交通ルールを学ぶことができる（自動車教習所を縮小したようなつくりになっている）。
- D51 405、ヘリコプター（救難ヘリS-62）、消防車なども展示されている。
- なお、D51 405は2021年5月現在改修工事のため見ることができない。その他の展示物・乗り物などは使用が可能。
- 団体指導を行っていない場合には、個人利用も出来る。
- 開園当初より松戸市内の公立小学校の安全教育にも利用されている。
- 原動機付自転車の講習会が行われていたこともある。
- 武力攻撃事態等における国民の保護のための措置に関する法律（国民保護法）に基づく避難施設としても指定されている。
- 本園北隣には貯水池を利用した通称サッカー場がある。

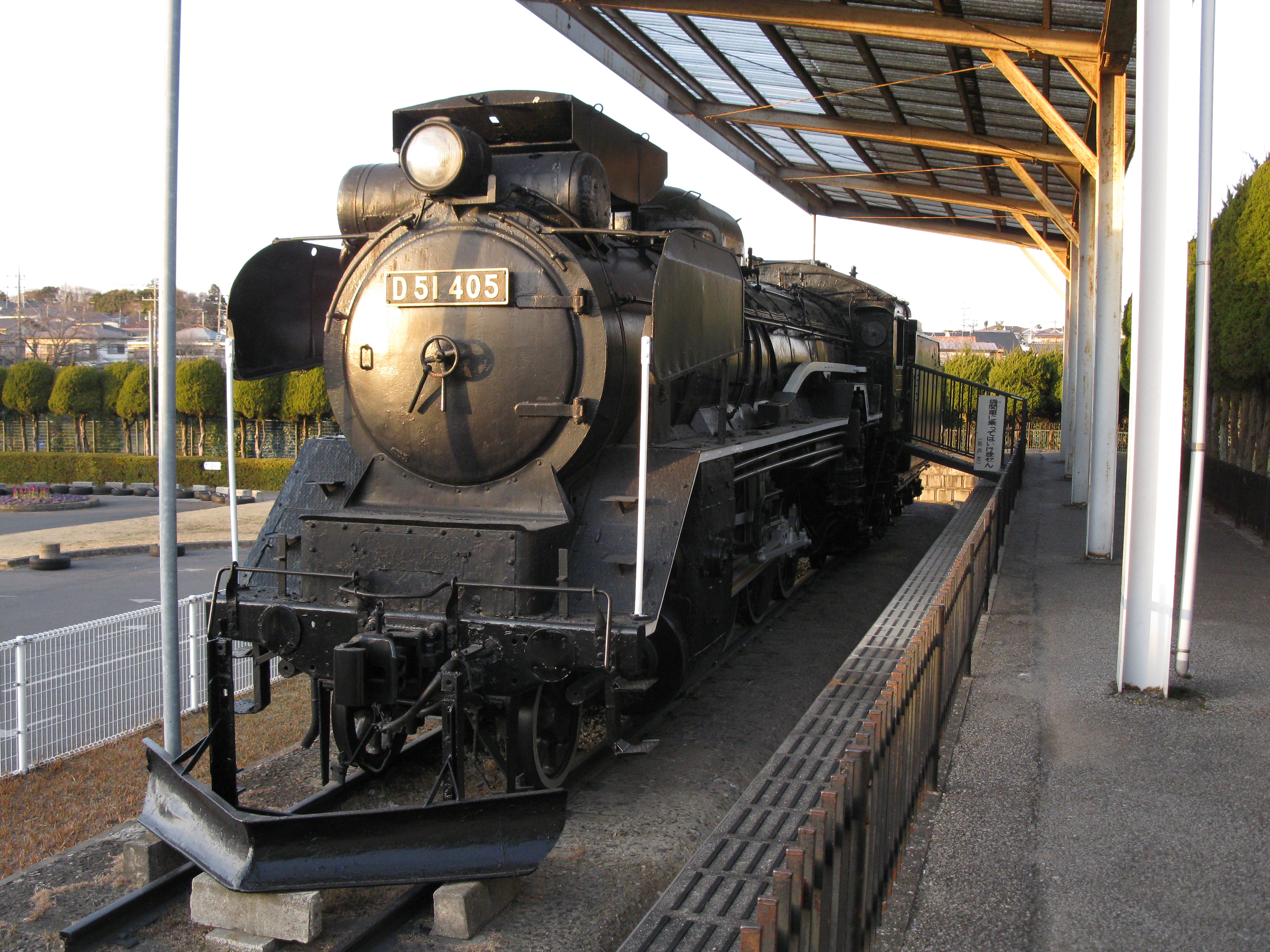
当公園に保存されているD51 405（2011年1月28日）

## 沿革
- 1971年（昭和46年） 開園

## 交通
- JR常磐線北小金駅から京成バス千葉ウエスト[R1]小金原団地右回り循環、[R2]表門経由小金原バス案内所行き何れかに乗車、「交通公園」下車 ※帰りは[R3]北小金駅行き